# 金応祚
金 應祚（キム・ウンジョ、김응조、1909年10月14日 - 1996年9月2日）は大韓民国の軍人、国会議員。号は慰亭（위정）。

## 経歴
1909年10月、江原道高城郡に生まれる。1932年、東北哈爾濱教導学校将校班卒業。
1936年9月、中央陸軍訓練処第4期卒業。見習軍官を経て同年12月、騎兵少尉に任官して国境監視隊に赴任。満州国軍上尉であったが、華北興亜清郷軍総司令官・少将という触れ込みで帰国したという。
1946年、全羅北道警察局長。同年2月末、不法行為を犯して囚人を虐待したという理由で解任。
朝鮮戦争が勃発すると韓国陸軍に特別任官して任中領（軍番16879番）。首都師団副師団長。
1950年8月17日、第22連隊長。
1950年10月1日、元山防衛司令官（大領）。
1951年、第101師団長。
1953年、第2軍司令部創設委員。
1954年、第2軍情報処長・准将。
1955年11月3日、予備役編入。
1959年、在郷軍人会事務総長。
1960年7月、第5代総選挙で全北高敞区に無所属で出馬して当選した。以後、民族民主社会党を創設した。1960年3月の第4代大統領選挙が無効となったため、同年8月の大統領選挙で民族民主社会党の副大統領候補に出馬したが落選した。
1965年、大韓与論調所中央本部長。
1981年、民権党全国区候補に出馬したが落選。
1996年9月2日午前10時、自宅で老衰により死亡。

## 人物
張昌国によれば、満州国軍時代に金部隊と言う韓国人部隊を率いて共産軍討伐に出動した際、友軍を敵と誤認して交戦した。後に友軍と判明しても腹立ちまぎれに攻撃を続けたため、抗日容疑などで日本軍に投獄されたという話がある。
フィリップ・チャールズ・ハビブの報告書では、明敏であるにもかかわらず、高圧的な行動と偉そうな性格のため、将官の影響力を行使できていないという。ある監理教牧師が金の自宅の近くにある教会の鐘を鳴らしたという理由で殴打されたと米国宣教師が不満を提起したため解雇されたという。